# Euclasta splendidalis
Euclasta splendidalis là một loài bướm đêm trong họ Crambidae.